# Carlos Hartling
Pour les articles homonymes, voir Hartling.
Carlos Hartling, (né à Schlotheim (Allemagne) le 2 septembre 1869 et décédé le 13 août 1920), est un compositeur du Honduras qui a écrit l'hymne national du Honduras.

## Biographie
Il est le fils de Georg Friedrich Hartling et de Johanne Henriete Wilhemine Hartling. Il a fait ses études aux conservatoires de Weimar et de Leipzig, et les a terminé à l'Académie musicale de Munich.
Carlos Hartling a dirigé en Allemagne diverses écoles de musique, orchestres et trois fanfares militaires, comme la fanfare du régiment d'infanterie N° 71 d'Erfurt. Il a épousé Guadalupe Ferrari Guardiola et de son mariage sont nées : Enriqueta et Alicia Hartling.

## Chef d'orchestre d'harmonie au Honduras
Le 27 juin 1896, il est allé à Tegucigalpa, où il a été engagé par le docteur Policarpo Bonilla pour être chef d'orchestre d'harmonie, commençant son travail le 23 septembre de cette année. Il a donné son premier concert dans le parc Morazán.
Le président et général Manuel Bonilla chargea le poète Augusto Coello d'écrire les paroles de l'hymne du Honduras. Coello a composé le poème Canto a Honduras ou Canto a mi patria et Carlos Hartling l'a mis en musique en 1903. Ce poème est devenu plus tard le texte de l'actuel hymne national.
L'hymne national du Honduras a été chanté pour la première fois le 15 septembre 1904 par les élèves de l’Escuela Normal de Señoritas au Cuartel San Francisco (es) accompagné par la Banda Marcial de Honduras, mais il a été créé officiellement à l’Escuela Guadalupe Reyes de Tegucigalpa sous la direction du maestro Carlos Hartling.
Depuis le second mandat du général Manuel Bonilla en février 1912, les paroles et la musique sont devenues populaires et sont chantées à chaque cérémonie officielle.
Le 13 novembre 1915, en vertu de décret n° 42, le président de la république, le docteur Alberto Membreño a rendu officiel l'Hymne National, le ministre de l'Éducation de l'époque étant le docteur Rómulo Ernesto Durón (es).
Parmi les compositions de Carlos Hartling, on trouve : la musique de l'Himno Nacional de Honduras, Saludo de Tegucigalpa, Bajo la Bandera Hondureña, Paz Eterna — marche funèbre créée à l'occasion des funérailles du président-général Manuel Bonilla —, Marcha del General Morazán, El Murmullo de los Pinos Hondureños, El Murmullo de los Pinos Hondureños.